# Premier League Darts 2019
L'Unibet Premier League Darts del 2019 è un torneo di freccette organizzato dalla Professional Darts Corporation, quindicesima edizione della Premier League Darts. L'evento è iniziato giovedì 7 febbraio presso l'Utilita Arena di Newcastle e si concluderà con i Play-off all'O2 Arena di Londra giovedì 23 maggio.
Michael van Gerwen è il quattro volte campione in carica dopo aver sconfitto Michael Smith per 11-4 nella finale del 2018.

## Formato
Il formato del torneo è stato modificato per questa stagione.
Fase 1: Durante le prime nove notti, otto dei nove giocatori si affrontano in quattro partite e il nono giocatore gioca una partita contro uno dei nove contendenti. Alla fine della Fase 1, il giocatore ultimo in classifica viene eliminato dalla competizione.
Fase 2: Nelle sette notti (dal 9 al 15), ogni giocatore gioca gli altri sette giocatori una volta. Diversamente dagli anni precedenti, ogni giocatore gioca solo una volta ogni notte. Le partite della Fase 2 sono state aumentate a un massimo di quattordici, consentendo un pareggio 7-7. Negli anni precedenti il numero massimo era dodici. Alla fine della Fase 2 gli ultimi quattro giocatori in classifica sono eliminati dalla competizione.
Play-off: I primi quattro giocatori del campionato disputano le due semifinali ad eliminazione diretta. Le semifinali sono da 1 a 10 legs (meglio di 19), e la finale da 1 a 11 legs (migliore di 21).

## Sedi
| Newcastle                          | Glasgow                                      | Dublino                                    | Exeter                                         |
| ---------------------------------- | -------------------------------------------- | ------------------------------------------ | ---------------------------------------------- |
| Utilita Arena Giovedì 7 febbraio   | SSE Hydro Giovedì 14 febbraio                | 3Arena Giovedì 21 febbraio                 | Westpoint Arena Giovedì 28 febbraio            |
|                                    |                                              |                                            |                                                |
| Aberdeen                           | Nottingham                                   | Berlino                                    | Rotterdam                                      |
| BHGE Arena Giovedì 7 marzo         | Motorpoint Arena Nottingham Giovedì 14 marzo | Mercedes-Benz Arena Giovedì 21 marzo       | Ahoy Rotterdam mercoledì 27 e giovedì 28 marzo |
|                                    |                                              |                                            |                                                |
| Belfast                            | Liverpool                                    | Cardiff                                    | Birmingham                                     |
| SSE Arena Belfast giovedì 4 aprile | M& amp; S Bank Arena giovedì 11 aprile       | Motorpoint Arena Cardiff giovedì 18 aprile | Arena Birmingham giovedì 25 aprile             |
|                                    |                                              |                                            |                                                |
| Manchester                         | Sheffield                                    | Leeds                                      | Londra                                         |
| Manchester Arena giovedì 2 maggio  | FlyDSA Arena giovedì 9 maggio                | First Direct Arena giovedì 16 maggio       | The O2 giovedì 23 maggio                       |
|                                    |                                              |                                            |                                                |

## Giocatori
I giocatori del torneo di quest'anno sono stati annunciati in seguito alla finale del campionato PDC World Darts del 2019 il 1º gennaio, con i primi quattro del PDC Order of Merit uniti da sei Wildcards.
Gary Anderson, che si è qualificato come quarto dell'Ordine al merito, si è ritirato il 4 febbraio, tre giorni prima dell'inizio del torneo, con un infortunio alla schiena.
Nove contendenti sono stati scelti per apparire in ciascuna delle nove notti nelle slot disponibili a seguito del ritiro di Gary Anderson a causa di un trattamento prolungato per un infortunio alla schiena. I nove giocatori principali potevano guadagnare punti lega se vincevano o pareggiavano contro i contendenti. I contendenti non facevano parte della competizione, ma hanno avuto l'opportunità di sviluppare le loro carriere in un importante evento di freccette.
| Giocatore             | Sede                 | Ranking |
| --------------------- | -------------------- | ------- |
| Chris Dobey           | Newcastle            | 35      |
| Glen Durrant          | Glasgow              | 74      |
| Steve Lennon          | Dublin               | 36      |
| Luke Humphries        | Exeter               | 56      |
| John Henderson        | Aberdeen             | 19      |
| Nathan Aspinall       | Nottingham           | 34      |
| Max Hopp              | Berlin               | 30      |
| Dimitri Van den Bergh | Rotterdam (27 marzo) | 33      |
| Jeffrey de Zwaan      | Rotterdam (28 marzo) | 43      |

## Montepremi
Il montepremi del torneo 2019 era destinato ad aumentare a £ 855.000 da £ 825.000 nel 2018. Tuttavia, in seguito all'introduzione dei nove concorrenti, era ancora destinato ad aumentare, ma la cifra finale dipenderebbe dai loro risultati.
| Posizione             | Montepremi |  |
| --------------------- | ---------- |  |
| Vincitore             | £250,000   |  |
| Secondo               | £120,000   |  |
| Semi-Finalisti        | £80,000    |  |
| 5 posto               | £70,000    |  |
| 6 posto               | £60,000    |  |
| 7 posto               | £55,000    |  |
| 8 posto               | £50,000    |  |
| 9 posto               | £35,000    |  |
| Vittoria contendente  | £5,000     |  |
| Pareggio contendente  | £3,500     |  |
| Sconfitta contendente | £2,500     |  |
|                       |            |  |
| Bonus Vincitore       | £25,000    |  |
|                       |            |  |
| Totale                | £825,000   |  |

## Classifica
Dopo i primi nove round della fase 1, il giocatore ultimo in classifica viene eliminato. Nella fase 2 gli otto giocatori rimasti giocano in una singola partita in ciascuna delle sette notti. I primi quattro giocatori si sfideranno nelle semifinali ad eliminazione diretta e nella finale della serata dei playoff.
I contendenti non sono classificati nella tabella, ma i nove giocatori principali possono guadagnare punti lega per una vittoria o pareggio nelle partite contro di loro.
Due punti sono assegnati per una vittoria e un punto per il pareggio. Quando i giocatori sono in parità, la differenza tra le gambe viene usata prima come un tie-break, dopo che le gambe hanno vinto contro il tiro e poi la media del torneo.
| # | Giocatore             | Punti | Partite | Partite | Partite | Partite | Legs | Legs | Legs | Legs | Punteggi | Punteggi | Punteggi | Punteggi | Punteggi | Punteggi |
| # | Giocatore             | Punti | G       | V       | P       | S       | LF   | LA   | +/-  | LWAT | 100+     | 140+     | 180s     | A        | HC       | C%       |
| - | --------------------- | ----- | ------- | ------- | ------- | ------- | ---- | ---- | ---- | ---- | -------- | -------- | -------- | -------- | -------- | -------- |
| 1 | James Wade            | 7     | 5       | 3       | 1       | 1       | 31   | 20   | +11  | 12   | 80       | 34       | 16       | 101.84   | 158      | 51.67%   |
| 2 | Rob Cross             | 7     | 5       | 3       | 1       | 1       | 29   | 21   | +8   | 9    | 56       | 37       | 13       | 101.12   | 164      | 50.88%   |
| 3 | Gerwyn Price          | 7     | 5       | 2       | 3       | 0       | 32   | 25   | +7   | 11   | 61       | 32       | 16       | 97.71    | 147      | 47.76%   |
| 4 | Michael van Gerwen    | 7     | 5       | 3       | 1       | 1       | 30   | 23   | +7   | 10   | 54       | 43       | 13       | 100.88   | 124      | 42.25%   |
| 5 | Peter Wright          | 6     | 5       | 2       | 2       | 1       | 30   | 27   | +3   | 10   | 66       | 49       | 16       | 98.27    | 100      | 44.12%   |
| 6 | Mensur Suljovic'      | 4     | 5       | 1       | 2       | 2       | 25   | 30   | -5   | 9    | 78       | 51       | 10       | 98.08    | 121      | 41.67%   |
| 7 | Daryl Gurney          | 4     | 5       | 2       | 0       | 3       | 19   | 29   | -10  | 8    | 56       | 39       | 7        | 96.55    | 140      | 38.78%   |
| 8 | Michael Smith         | 3     | 5       | 1       | 1       | 3       | 26   | 31   | -5   | 9    | 65       | 31       | 18       | 97.00    | 150      | 43.33%   |
| 9 | Raymond van Barneveld | 2     | 5       | 0       | 2       | 3       | 23   | 33   | -10  | 7    | 68       | 42       | 11       | 93.07    | 104      | 41.07%   |